# Mærsk Mc-Kinney Møller Instituttet
Mærsk Mc-Kinney Møller Instituttet er et institut under Det Tekniske Fakultet ved Syddansk Universitet i Odense. Instituttet driver forskning og uddannelse indenfor bl.a. robotteknologi, softwareudvikling, elektroteknik og kunstig intelligens.
Instituttet har rødder tilbage til 1985, hvor Odense Teknikum og Odense Universitet i 1992 etablerede Lindø Center for Anvendt Matematik, der savnede en civilingeniøruddannelse i datateknologi. I 1986 blev de første studerende optaget. Mærsk Mc-Kinney Møller Instituttet blev dannet i 1997, og i 1999 rykkede det ind i egen bygning,  doneret af A.P. Møller og Chastine Mc-Kinney Møllers Fond. Bygningen, der kostede 75 mio. kr. at opføre, er tegnet af Henning Larsens Tegnestue.
Mærsk Mc-Kinney Møller Instituttet ledes af institutleder Kasper Hallenborg.